# 中山公园站 (厦门市)
中山公园站（廈門話：/tiɔŋ˥˥ san˥˥ kɔŋ˥˥ hŋ̍˧˥/）是厦门轨道交通1号线的地铁车站，位于中华人民共和国福建省厦门市思明区公园东路、公园南路、同安路与虎园路交叉口地下，于厦门中山公园南侧。车站于2017年12月31日随1号线全线通车启用。
2021年9月18日11:00起，因应2019冠状病毒病疫情防控需要，车站临时关闭，直至10月1日恢复运营。

## 车站

### 楼层
中山公园站设有2层，建筑面积16550平方米。车站地下一层为站厅层；地下二层为1号线站台层，含1个岛式站台。
| 地面层   | 出入口                               |                                      |                                      |
| 地下一层 | 站厅                                 | 商店、票务服务、客服中心、进出站闸机 | 商店、票务服务、客服中心、进出站闸机 |
| 地下二层 |                                      | 1 往岩内方向 （將軍祠）              |                                      |
| 地下二层 | 岛式站台，列车运行方向左侧的车门开启 |                                      |                                      |
| 地下二层 | 1 往鎮海路方向 （终点站）            |                                      |                                      |

### 出入口
中山公园站在1号线全线通车时只设有4个出入口。2018年，车站2号出入口投入使用，令车站增至5个出入口。其中，出入口3A号连接厦门中山公园，出入口3B号附有升降机。
| 编号      | 无障碍设施 | 出口指示 | 建议前往的目的地                                                       | 照片 |
| --------- | ---------- | -------- | ---------------------------------------------------------------------- | ---- |
| 1         |            | 同安路   | 厦门实验小学、厦门市教育局、新华城、华菲大厦                           |      |
| 2         |            | 同安路   | 厦门市大同中学、德盛大厦、鑫明大厦、厦门市教育科学研究院               |      |
| 3A        |            | 公园南路 | 公园南路、中山公园                                                     |      |
| 3B        | 升降机标志 | 公园东路 | 厦门市爱欣老年公寓（共和路）、连心园、怡和大厦                         |      |
| 4         |            | 虎园路   | 厦门宾馆（西南门）、泰王国驻厦门总领事馆、厦门广播电视产业发展有限公司 |      |
| 註： 設有 |            |          |                                                                        |      |